# Eupithecia anita
Eupithecia anita là một loài bướm đêm trong họ Geometridae.